# Fluxo solar
O fluxo solar é a quantidade de emanação de energia provinda do Sol. É proporcional e flutua de acordo com o número de manchas solares. Este fluxo varia conforme a hora do dia, época do ano e posição da Terra em relação ao Sol.

## Medida determinante
Existe um número que determina o valor da emanação solar, esta é uma medida de diversos comprimentos de onda eletromagnética, incluindo os sinais de rádio emitidos pelo Sol.
Ao número ou medida determinante, se dá o nome de Índice Solar. Sua importância recai não somente sobre as condições ionosféricas, sabe-se atualmente que existe uma correlação com os diversos fenômenos eletromagnéticos na atmosfera.

### Índice Solar
Para as medidas tomadas se deu o nome de Índice Solar, que reflete as condições de emissão em todas as frequências. A medição é executada diariamente na frequência de 2800 MHz (10,7 cm de comprimento de onda).
Ao resultado alguns chamam de ruído solar, ou ruído de rádio do Sol.

## Ruído solar e fluxo solar
Quanto mais ruidoso estiver o Sol, mais radiação ionizante atinge a Terra, existindo assim uma relação direta na quantidade de manchas solares.
O valor do fluxo solar é variável, estando dentro de uma margem que vai de 60 (sem manchas solares) até 300 muitas manchas solares. Na verdade, este fluxo é dimensionado a partir de dois índices de radiação. Um é chamado de Índice A, o outro Índice K.

### Índice A
O índice A indica as condições geomagnéticas das últimas 24 horas. Este pode variar de 0 até acima de 400, sendo porém raro observar-se valores acima de 100.
As verificações do índice A indicam variações entre 4 e 50. No caso de comunicações em Ondas Curtas e Ondas Médias, os valores abaixo de 10 são considerados ideais. Quando se obtém medições que mostram números elevados do índice A, está havendo excessiva absorção das ondas de radio, ocorrendo assim desequilíbrio entre as cargas iônicas na ionosfera, gerando as chamadas tempestades iônicas.

### Índice K
O índice K,  similar ao índice A, indica condições solares das últimas 3 horas, seus valores podem variar de 0 a 9.
Quando abaixo de 5 indicam condições de ionosfera quieta. Os meteorologistas e cientistas estudiosos daquela região atmosférica, absorvem das medições do índice K importantes informaçõesa ionosféricas, pois, ao se elevar ocorre a degradação das condições de propagação de radiofrequência, principalmente em direção aos pólos.
A ionosfera refrata a radiofrequência em comprimentos de onda específicos, em especial nas Ondas Curtas (de 100 a 10 metros ou de 3 MHz a 30 MHz). Em função das alterações do fluxo solar, pode aumentar ou diminuir a reflexão e a refração da energia de radio na atmosfera, possibilitando assim as comunicações de longa distância.